# PUVA
PUVA é uma terapia usada na dermatologia no manejo da psoríase e vitiligo desde 1947. Outras afecções dermatológicas mais raras também podem ser tratadas com esta técnica. A sigla PUVA significa: Psolareno + UVA. Psoraleno é uma substância química sensível a radiação. UVA é a radiação ultravioleta A. O tratamento é feito com acompanhamento médico regular. Pode apresentar efeitos colaterais e intolerância. É considerada uma boa opção terapêutica.
Utiliza a administração VO (via oral) de uma droga fotoativa, o 8-metoxi-psoraleno (8-MOP), seguida de exposição a radiação UVA, ondas entre 320 e 400 mm. Método altamente eficaz no tratamento de psoríase. Inicialmente são realizados dois a três tratamentos por semana, com doses de 8-MOP 0,6 mg/kg seguido de aplicação de UVA, em câmaras especiais, cerca de 1 a 2 horas após ingestão. Obtido melhora, as sessões podem ser mais espaçadas. Todo o corpo fica sensível a radiação até 24 após a ingestão de 8-MOP, sendo recomendado proteção e óculos escuro. Os efeitos colaterais mais comuns incluem náusea, vermelhidão na pele,queimadura, envelhecimento precoce, maior potencial em desenvolvimento de câncer do tipo carcinoma e problemas de catarata. O PUVA também tem sido utilizado na forma de cremes, tendo como vantagem a diminuição de efeitos colaterais. Porém costuma ser mais responsável pelas queimaduras e bronzeamento irregular.